# Накамура, Кадзухиро
Кадзухиро Накамура (яп. 中村和裕 Накамура Кадзухиро, род. 16 июля 1979, Фукуяма, Япония) — японский боец смешанного стиля, представитель средней и полутяжёлой весовых категорий. Выступал на профессиональном уровне в период 2003—2014 годов, известен по участию в турнирах таких бойцовских организаций как Pride, UFC, Dream, World Victory Road, Deep и др. Обладатель третьего дана по дзюдо.

## Биография
Кадзухиро Накамура родился 16 июля 1979 года в городе Фукуяма префектуры Хиросима. В возрасте десяти лет начал серьёзно заниматься дзюдо, во время обучения в университете продолжал тренировки, состоял в студенческой дзюдоистской команде, проходил подготовку под руководством чемпиона мира Кацухико Касивадзаки. Позже при спонсорской поддержке компании Keiyo Gas стал профессиональным дзюдоистом, выступал на турнирах национального и международного уровня, в частности занимал третье место на чемпионате Японии в абсолютной весовой категории. Начиная с 2002 года начал тренироваться в додзё известного японского борца Хидэхико Ёсиды, впоследствии получил от него третий дан по дзюдо.

### Pride Fighting Championships
Дебютировал в смешанных единоборствах на профессиональном уровне в марте 2003 года в одной из крупнейших бойцовских организаций Pride Fighting Championships, в первом поединке уступил сдачей бразильцу Антониу Рожериу Ногейре. Позже между ними состоялся матч-реванш, но победа вновь досталась бразильскому бойцу, на сей раз раздельным решением судей.
Накамура не показывал в «Прайде» каких-то выдающихся результатов, однако ему довелось встретиться со многими известными бойцами того времени, в частности он взял верх над такими знаменитостями как Альберто Дель Рио, Мурилу Бустаманте, Игорь Вовчанчин, Юки Кондо, Эванжелиста Сантус. В октябре 2004 года вышел на ринг против будущего чемпиона организации Дэна Хендерсона, но уже в начале первого раунда проиграл досрочно из-за травмы плеча.
В 2005 году участвовал в гран-при Pride средней весовой категории, на стартовом этапе выиграл единогласным судейским решением у американца Кевина Рэндлмена, тогда как на стадии четвертьфиналов потерпел поражение техническим нокаутом от бразильца Вандерлея Силвы. Последний раз дрался на ринге организации в декабре 2006 года, проиграв по очкам бразильскому бойцу Маурисиу Руа.

### Ultimate Fighting Championship
Когда Pride был приобретён американской компанией Zuffa, многие бойцы оттуда автоматически перешли в подконтрольную организацию Ultimate Fighting Championship, в том числе и Накамура. В итоге японец провёл в США только два боя: в первом единогласным решением уступил Лиото Мачиде, во втором из-за травмы ноги техническим нокаутом проиграл Сокуджу. Запомнился американским болельщикам прежде всего своими яркими театрализованными появлениями, необычным облачением и эпатажем. В перерыве между двумя упомянутыми боями провалил допинг-тест (в его пробе обнаружили следы марихуаны) и был наказан отстранением от соревнований.

### World Victory Road
Покинув UFC, Накамура присоединился к японской организации World Victory Road, где сразу же вошёл в число участников гран-при среднего веса. Благополучно преодолел первых двоих соперников по турнирной сетке, но в решающем поединке техническим нокаутом проиграл Жоржи Сантиагу, который чуть позже стал новым чемпионом промоушена. В августе 2009 года Кадзухиро Накамура провёл здесь ещё один бой, но тоже неудачно — в первом же раунде был остановлен соотечественником Кадзуо Мисаки.
В апреле 2010 года выступил в главном бою турнира Astra: Yoshida's Farewell, на прощальном турнире своего наставника Хидэхико Ёсиды. Противостояние между ними продлилось всё отведённое время, победитель определялся по очкам — ученик превзошёл учителя.

### Dream
В послужном списке Накамуры есть два боя, проведённые в 2010 и 2011 годах в крупном японском промоушене Dream. В первом случае он единогласным решением взял верх над представителем Франции Карлом Амуссу, тогда как во втором раздельным решением проиграл американцу Джеральду Харрису.

### Deep
В период 2012—2014 годов Накамура являлся бойцом менее престижной японской организации Deep, где выиграл у нескольких сильных бойцов, в том числе завоевал титул чемпиона в средней весовой категории.

### Реслинг
Принимал участие в соревнованиях по реслингу. Так, в феврале 2014 года выступил на шоу организации Wrestle-1.

## Статистика в профессиональном ММА
| Боёв 34  | Побед 21 | Поражений 13 |
| -------- | -------- | ------------ |
| Нокаутом | 5        | 4            |
| Сдачей   | 3        | 3            |
| Решением | 13       | 6            |

| Результат | Рекорд | Соперник                | Способ                        | Турнир                                 | Дата             | Раунд | Время | Место            | Примечание                                            |
| --------- | ------ | ----------------------- | ----------------------------- | -------------------------------------- | ---------------- | ----- | ----- | ---------------- | ----------------------------------------------------- |
| Поражение | 21-13  | Ёсиюки Наканиси         | Единогласное решение          | Deep: 70 Impact                        | 21 декабря 2014  | 3     | 5:00  | Токио, Япония    | Лишился титула чемпиона Deep в среднем весе.          |
| Победа    | 21-12  | Сэйго Мидзугути         | TKO (остановлен секундантом)  | Deep: Cage Impact 2014                 | 21 июля 2014     | 2     | 3:25  | Токио, Япония    |                                                       |
| Поражение | 20-12  | Кэн Хасэгава            | Решение большинства           | Deep: 65 Impact                        | 22 марта 2014    | 3     | 5:00  | Токио, Япония    | Бой за титул Deep Megaton.                            |
| Победа    | 20-11  | Юдзи Сакураги           | Сдача (треугольник руками)    | Deep: Cage Impact 2013                 | 24 ноября 2013   | 3     | 2:49  | Токио, Япония    |                                                       |
| Победа    | 19-11  | Генри Миллер            | KO (удар рукой)               | Deep: 63 Impact                        | 25 августа 2013  | 1     | 4:42  | Токио, Япония    |                                                       |
| Победа    | 18-11  | Дайдзиро Мацуи          | KO (удары)                    | Deep: King Kaz Fight in Fukuyama       | 30 июня 2013     | 1     | 1:30  | Фукуяма, Япония  |                                                       |
| Победа    | 17-11  | Ян Чхве                 | Единогласное решение          | Deep: 61 Impact                        | 16 февраля 2013  | 3     | 5:00  | Токио, Япония    | Выиграл вакантный титул чемпиона Deep в среднем весе. |
| Победа    | 16-11  | Рюта Сакураи            | Решение большинства           | Deep: 60 Impact                        | 19 октября 2012  | 3     | 5:00  | Токио, Япония    |                                                       |
| Поражение | 15-11  | Джеральд Харрис         | Раздельное решение            | Dream 17                               | 24 сентября 2011 | 3     | 5:00  | Сайтама, Япония  |                                                       |
| Победа    | 15-10  | Карл Амуссу             | Единогласное решение          | Dream 15                               | 10 июля 2010     | 2     | 5:00  | Сайтама, Япония  |                                                       |
| Победа    | 14-10  | Хидэхико Ёсида          | Единогласное решение          | Astra: Yoshida’s Farewell              | 25 апреля 2010   | 3     | 5:00  | Токио, Япония    |                                                       |
| Поражение | 13-10  | Кадзуо Мисаки           | Техническая сдача (гильотина) | World Victory Road Presents: Sengoku 9 | 2 августа 2009   | 1     | 3:03  | Сайтама, Япония  |                                                       |
| Поражение | 13-9   | Жоржи Сантиагу          | TKO (удары руками)            | World Victory Road Presents: Sengoku 6 | 1 ноября 2008    | 3     | 0:49  | Сайтама, Япония  | Финал гран-при Sengoku 2008 в среднем весе.           |
| Победа    | 13-8   | Юки Сасаки              | Единогласное решение          | World Victory Road Presents: Sengoku 6 | 1 ноября 2008    | 3     | 5:00  | Сайтама, Япония  | Полуфинал гран-при Sengoku 2008 в среднем весе.       |
| Победа    | 12-8   | Пол Кэхун               | Единогласное решение          | World Victory Road Presents: Sengoku 5 | 28 сентября 2008 | 3     | 5:00  | Токио, Япония    | Стартовый этап гран-при Sengoku 2008 в среднем весе.  |
| Поражение | 11-8   | Сокуджу                 | TKO (травма ноги)             | UFC 84                                 | 24 мая 2008      | 1     | 5:00  | Лас-Вегас, США   |                                                       |
| Поражение | 11-7   | Лиото Мачида            | Единогласное решение          | UFC 76                                 | 22 сентября 2007 | 3     | 5:00  | Анахайм, США     |                                                       |
| Поражение | 11-6   | Маурисиу Руа            | Единогласное решение          | Pride Shockwave 2006                   | 31 декабря 2006  | 3     | 5:00  | Сайтама, Япония  |                                                       |
| Победа    | 11-5   | Трэвис Галбрэйт         | TKO (удары)                   | Pride 32                               | 21 октября 2006  | 2     | 1:16  | Лас-Вегас, США   |                                                       |
| Победа    | 10-5   | Ёсихиро Накао           | Единогласное решение          | Pride Final Conflict Absolute          | 10 сентября 2006 | 3     | 5:00  | Сайтама, Япония  |                                                       |
| Победа    | 9-5    | Эванжелиста Сантус      | Сдача (американа)             | Pride Critical Countdown Absolute      | 1 июля 2006      | 1     | 4:49  | Сайтама, Япония  |                                                       |
| Поражение | 8-5    | Джош Барнетт            | Сдача (удушение сзади)        | Pride 31                               | 26 февраля 2006  | 1     | 8:10  | Сайтама, Япония  | Бой в тяжёлом весе.                                   |
| Победа    | 8-4    | Юки Кондо               | Единогласное решение          | Pride Shockwave 2005                   | 31 декабря 2005  | 3     | 5:00  | Сайтама, Япония  |                                                       |
| Победа    | 7-4    | Игорь Вовчанчин         | Единогласное решение          | Pride Final Conflict 2005              | 28 августа 2005  | 2     | 5:00  | Сайтама, Япония  |                                                       |
| Поражение | 6-4    | Вандерлей Силва         | TKO (удары руками)            | Pride Critical Countdown 2005          | 26 июня 2005     | 1     | 5:24  | Сайтама, Япония  | Четвертьфинал гран-при Pride 2005 в среднем весе.     |
| Победа    | 6-3    | Кевин Рэндлмен          | Единогласное решение          | Pride Total Elimination 2005           | 23 апреля 2005   | 3     | 5:00  | Осака, Япония    | Стартовый этап гран-при Pride 2005 в среднем весе.    |
| Победа    | 5-3    | Штефан Леко             | TKO (удары руками)            | Pride 29                               | 20 февраля 2005  | 1     | 0:54  | Сайтама, Япония  |                                                       |
| Поражение | 4-3    | Дэн Хендерсон           | TKO (травма плеча)            | Pride 28                               | 31 октября 2004  | 1     | 1:15  | Сайтама, Япония  |                                                       |
| Победа    | 4-2    | Мурилу Бустаманте       | Единогласное решение          | Pride Final Conflict 2004              | 15 августа 2004  | 3     | 5:00  | Сайтама, Япония  |                                                       |
| Поражение | 3-2    | Антониу Рожериу Ногейра | Раздельное решение            | Pride Bushido 4                        | 19 июля 2004     | 2     | 5:00  | Нагоя, Япония    |                                                       |
| Победа    | 3-1    | Халид Арраб             | Сдача (рычаг локтя)           | Pride Bushido 3                        | 23 мая 2004      | 1     | 4:45  | Иокогама, Япония |                                                       |
| Победа    | 2-1    | Альберто Дель Рио       | Единогласное решение          | Pride 27                               | 1 февраля 2004   | 3     | 5:00  | Осака, Япония    |                                                       |
| Победа    | 1-1    | Даниел Грейси           | Единогласное решение          | Pride Bushido 1                        | 5 октября 2003   | 2     | 5:00  | Сайтама, Япония  |                                                       |
| Поражение | 0-1    | Антониу Рожериу Ногейра | Сдача (рычаг локтя)           | Pride 25                               | 16 марта 2003    | 2     | 3:49  | Иокогама, Япония |                                                       |